# Philippe La Beaume de Bourgoing
Philippe La Beaume de Bourgoing (Nevers, 22 ottobre 1827 – Parigi, 20 aprile 1882) è stato un politico francese.

## Biografia

### La famiglia
Philippe era figlio di Pierre-Adolphe de Bourgoing (1797-1879), che fu guardia del corpo di Luigi XVIII di Francia e poi prefetto della regione della Seine-et-Marne durante il secondo impero francese. Sua madre era Marie de Faulong. Suo zio fu Paul-Charles-Amable de Bourgoing (1791-1864) diplomatico, pari di Francia e senatore nel 1852.
Il 15 maggio 1856 sposò a Parigi, Marie Anna Léonie Dollfuss, figlia di Mathieu Dollfus, socio della Dollfus Mieg & Cie, e di sua moglie Salomé Koechlin. Ella era anche nipote dell'industriale alsaziano Nicolas Koechlin e fu dama d'onore dell'imperatrice Eugenia. Le coppia ebbe insieme una figlia Inès, figlioccia dell'imperatrice e moglie del maresciallo Lyautey, e un figlio Pierre Napoléon Mathieu. Quest'ultimo sposò l'attrice della Comédie-Française, Suzanne Reichenberg.

### La carriera

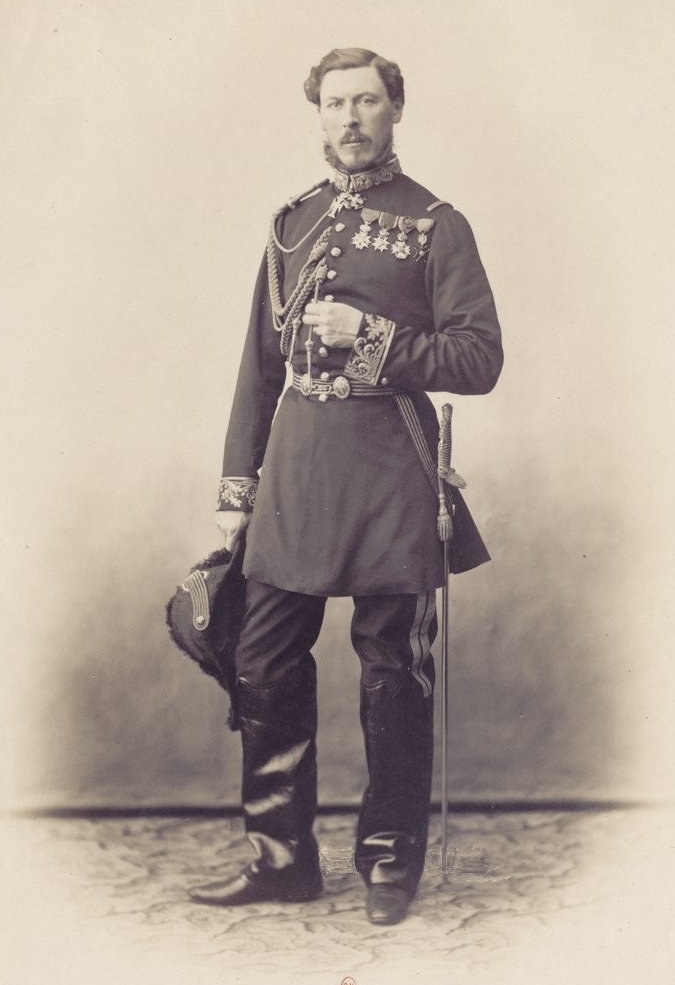
Philippe La Beaume de Bourgoing nelle vesti di primo scudiero di Napoleone III.

Nel 1852 venne nominato direttore delle scuderie Lamballe e poi direttore dell'Haras di Charleville. Nel 1854 divenne primo scudiero di Napoleone III e ispettore generale delle scuderie imperiali.
Il 19 settembre 1868 venne eletto membro della camera ed il 24 maggio 1869 venne rieletto, votando poi a favore della dichiarazione di guerra alla Prussia. Quando scoppiò la guerra franco-prussiana combatté col grado di tenente colonnello e si guadagnò la commenda della Legion d'onore sul campo.
Nel 1874 venne rieletto alla camera della terza repubblica francese, ma da bonapartista si recò subito a visitare l'imperatrice Eugenia in esilio a Chislehurst, in Inghilterra. La sua elezione portò ad un'indagine parlamentare la cui commissione venne presieduta da Jules Grévy che, dopo vari eventi, ne decretò l'annullamento.
Venne rieletto alla camera dei deputati francese il 20 febbraio 1876, e poi nuovamente il 14 ottobre 1877. La sua elezione venne nuovamente contestata e poi invalidata nel novembre del 1878; concorse nuovamente alle elezioni del 1881, venendo eletto e nuovamente invalidato. Decise a questo punto di ritirarsi a vita privata, pur continuando ad ogni modo a supportare i bonapartisti al governo con la sua adesione al movimento politico dell' Appel au peuple del quale fu uno dei più fervidi sostenitori.
Morì a Parigi il 20 aprile 1882 e venne sepolto con suo padre nel vecchio cimitero di Boulogne-Billancourt.